# Buena Vista Social Club

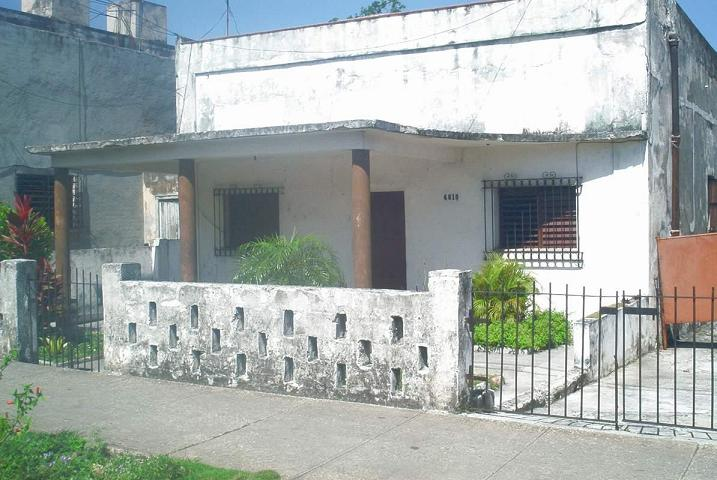
Căn nhà hoang tại Almendares, Marianao, địa chỉ cũ của quán Buenavista Social Club trong thập niên 1940.

Buena Vista Social Club là nhóm các nghệ sĩ và nhạc sĩ người Cuba, được thành lập vào năm 1996 nhằm khôi phục âm nhạc truyền thống của đất nước này thời kỳ trước giải phóng. Dự án do giám đốc hãng World Circuit Nick Gold tài trợ, sản xuất bởi Ry Cooder và đạo diễn bởi Juan de Marcos González. Tên của nhóm nhằm tôn vinh những tụ điểm trong quận Buenavista ở Thủ đô Havana, một trong những khu phố nổi tiếng nhất khu vực Mỹ Latinh thập niên 1940. Nhóm chơi nhiều thể loại âm nhạc đa dạng, bao gồm son, bolero, guajira, danzón và tuyển dụng những nghệ sĩ tên tuổi hàng đầu, thậm chí cả các nghệ sĩ từng giải nghệ từ lâu.
Album cùng tên của nhóm được thu âm vào tháng 3 năm 1996 và phát hành 4 tháng sau đó, đạt thành công thương mại trên toàn cầu và đưa Buena Vista Social Club tới với các sân khấu tại Amsterdam và New York năm 1998. Đạo diễn Wim Wenders sau đó đã ghi hình những buổi diễn này, tuyển tập lại thành bộ phim Buena Vista Social Club bao gồm nhiều phỏng vấn các nghệ sĩ tại Havana. Bộ phim ra mắt vào tháng 6 năm 1999 và nhận được những đánh giá chuyên môn tích cực, có được đề cử giải Oscar cho "Phim tài liệu hay nhất", và giành được nhiều giải thưởng quốc tế khác, trong đó có giải "Phim tài liệu xuất sắc nhất" tại Giải thưởng Điện ảnh châu Âu. Phần hai của bộ phim là Buena Vista Social Club: Adios ra mắt sau đó vào năm 2017.
Thành công của album cũng như bộ phim đã góp phần đưa công chúng thế giới chú ý tới âm nhạc Cuba nói riêng và nhạc Mỹ Latinh nói chung. Một vài nhạc sĩ người Cuba từ đó đã ra mắt các album solo và có cơ hội cộng tác với các nghệ sĩ nước ngoài. "Buena Vista Social Club" trở thành thương hiệu không chỉ dành riêng cho các buổi trình diễn và sản phẩm của nhóm, mà còn để định nghĩa cho "thời kỳ vàng" của âm nhạc Cuba giai đoạn các thập niên 1930-1950. Thành công đã góp phần gây dựng lại tên tuổi của các nghệ sĩ như Compay Segundo, Rubén González và Ibrahim Ferrer – những người đã qua đời vào đầu thập niên 2000.
Những thành viên còn sống của Buena Vista Social Club như ca sĩ Omara Portuondo, nghệ sĩ kèn trumpet Manuel "Guajiro" Mirabal, nghệ sĩ đàn laúd Barbarito Torres và nghệ sĩ kèn trombone và nhạc trưởng Jesús "Aguaje" Ramos vẫn tiếp tục đi lưu diễn trên toàn thế giới. Ban nhạc mở rộng có tên Orquesta Buena Vista Social Club, với 13 thành viên trong đó có nhiều nghệ sĩ khách mời như ca sĩ Carlos Calunga và nghệ sĩ piano Rolando Luna.

## Danh sách đĩa nhạc

### Album của Buena Vista Social Club
- Buena Vista Social Club (World Circuit/Nonesuch Records, 16 tháng 9 năm 1997)
- Buena Vista Social Club at Carnegie Hall (World Circuit/Nonesuch Records, 14 tháng 10 năm 2008)  (album trực tiếp)
- Lost and Found (World Circuit/Nonesuch Records, 23 tháng 3 năm 2015[3]) (tuyển tập các ca khúc chưa phát hành)

### Sản phẩm khác

#### Solo
Danh sách đĩa nhạc các sản phẩm được phát hành sau khi ra mắt album Buena Vista Social Club, được cho dưới thương hiệu chung "Buena Vista Social Club".
- Rubén González
  - Introducing... Rubén González (World Circuit/Nonesuch Records, 17 tháng 9 năm 1997) – cùng Orlando "Cachaito" Lopez, Manuel "El Guajiro" Mirabal, Ry Cooder và Manuel Galbán
  - Chanchullo (World Circuit/Nonesuch Records, 17 tháng 9 năm 2000) – cùng Ibrahim Ferrer, Eliades Ochoa, Cheikh Lô, Amadito Valdés và Joachim Cooder
- Barbarito Torres
  - Havana Cafe (Atlantic Records, 6 tháng 4 năm 1999) – cùng Manuel "El Guajiro" Mirabal, Ibrahim Ferrer, Pío Leyva và Omara Portuondo
- Ibrahim Ferrer
  - Buena Vista Social Club Presents Ibrahim Ferrer (World Circuit/Nonesuch Records, 8 tháng 6 năm 1999) – cùng Rubén González, Orlando "Cachaito" Lopez, Ry Cooder và Manuel Galbán
  - Buenos Hermanos (World Circuit/Nonesuch Records, 18 tháng 3 năm 2003) – cùng Orlando "Cachaito" Lopez, Ry Cooder và Manuel Galbán
  - Mi Sueño (World Circuit/Nonesuch Records, 26 tháng 3 năm 2007) – cùng Orlando "Cachaíto" López, Manuel Galbán, Rubén González, Manuel "Guajiro" Mirabal, Omara Portuondo, Amadito Valdés
- Eliades Ochoa
  - Sublime Illusion (Higher Octave, 29 tháng 6 năm 1999) – cùng Ry Cooder
- Omara Portuondo
  - Buena Vista Social Club Presents: Omara Portuondo (World Circuit/Nonesuch Records, 25 tháng 4 năm 2000) – cùng Pío Leyva, Rubén González, Orlando "Cachaito" Lopez, Eliades Ochoa, Compay Segundo và Amadito Valdés
  - Flor de Amor (World Circuit/Nonesuch Records, 25 tháng 5 năm 2004) – cùng Barbarito Torres, Orlando "Cachaito" Lopez và Manuel Galbán
- Orlando "Cachaíto" López
  - Cachaito (World Circuit/Nonesuch Records, 22 tháng 5 năm 2001) – cùng Juan de Marcos González, Amadito Valdés và Ibrahim Ferrer
- Amadito Valdés
  - Bajando Gervasio (Primienta Records, 10 tháng 12 năm 2002) – cùng Barbarito Torres
- Manuel "Guajiro" Mirabal
  - Buena Vista Social Club Presents: Manuel "Guajiro" Mirabal (World Circuit/Nonesuch Records, 4 tháng 1 năm 2005) – cùng Ibrahim Ferrer, Pío Leyva, Orlando "Cachaito" Lopez, Omara Portuondo, Juan de Marcos González và Manuel Galbán

#### Nghệ sĩ khác
- Rhythms del Mundo: Cuba (Universal Music, 14 tháng 11 năm 2006) – cùng Ibrahim Ferrer, Orlando "Cachaito" Lopez, Barbarito Torres, Amadito Valdés, Omara Portuondo cùng Coldplay, Arctic Monkeys, Dido, Quincy Jones, Kaiser Chiefs, Radiohead, U2 và Jack Johnson